# Josep Vives i Solé
Josep Vives i Solé (Montferri, 14 de març de 1928 - Sant Cugat del Vallès, 26 de desembre de 2015) fou un sacerdot jesuïta, patròleg i hel·lenista català.
Va entrar al noviciat de Veruela (província de Saragossa) de la Companyia de Jesús el 1945 i s'ordenà sacerdot al 1959. Va estudiar Filosofia, Teologia i Filologia Clàssica a Barcelona, Oxford i Londres.
Doctor en Teologia, exercí de professor de Filosofia, Teologia i Filologia Grega en diversos centres, entre ells a l'Institut de teologia Fonamental de Sant Cugat del Vallès, a la Universitat de Barcelona, a la Universitat Autònoma de Barcelona o a la Facultat de teologia de Catalunya.
Entre les seves obres destaquen:
-en patrística
- Los Padres de la Iglesia. Textos doctrinales del cristianismo desde los orígenes en San Atanasio (1971)
- Els cent consells espirituals del Pare Diàdoc, traduïts i presentats (1981)
- La introducció i traducció de les obres Exposició de la predicació evangèlica, d'Ireneu de Lió, i Sobre la Pasqua, de Melitó de Sardes, dins la col·lecció Clàssics del Cristianisme (1989)

-en filosofia grega
- Génesis y evolución de la ética platónica (1970)
- L'edició i introducció de l'obra de Plató, Apologia de Sòcrates, Critó, Eutifró, Protàgores, amb traducció de Joan Crexells (1981)

-en teologia
- Creure el Credo (1986)
- Si sentiu la seva veu. Exploració cristiana del misteri de Déu (1988).

Com a membre de Cristianisme i Justícia, publicà diversos quaderns com Comentari al Document Ratzinger sobre la Teologia de l'Alliberament (1984), Parlar de Déu a l'albada del segle XXI? (1997), o Carta a Mª Àngels (2004), entre d'altres.